# Бергбум, Каарло
Каарло Йохан Бергбум (фин. Kaarlo Bergbom; 2 октября 1843, Выборг — 17 января 1906, Гельсингфорс) — финский театральный деятель, режиссёр, драматург, прозаик, искусствовед. Доктор философии (1868).
Основатель первого финскоязычного театра — Финского национального театра в Хельсинки (1872) и Финской оперы, действовавшей до 1879 года.

## Биография
Родился в семье Йохана Эрика Бергбума, доктора права и сенатора. Его сестрой была Эмилия Бергбум, театральный деятель.
В молодости учился игре на фортепиано, часто посещал оперные спектакли и концерты. В 1863 году окончил Императорский Александровский университет, в 1868 г. защитил диссертацию на тему «Историческая драма в Германии».
В 1869—1870 годах организовывал театральные и оперные спектакли на финском языке. В 1871 году совершил учебные поездки в Германию и Санкт-Петербург. Основал журнал «Kirjallinen Kuukausilehti».
Поставил финские версии классических пьес и работ зарубежных авторов, среди них первые финскоязычные постановки Шекспира («Ромео и Джульетта», 1881) и Гёте («Фауст», 1885), «Лекарь поневоле» и «Тартюф, или Обманщик» Мольера, «Орлеанская дева», «Коварство и любовь» Шиллера). Способствовал формированию национальной драматургии, помогая советами драматургам М. Канту, Г. Нюмерсу, К. Килландеру и другим.
Автор романтической трагедии, пьес и рассказов на финском и шведском языках. Режиссёр-постановщик первого представления одноактной библейской драмы «Леа» (1869), событие, которое называют началом профессионального театра на финском языке.
В 1872 году при содействии своей сестры Эмилии основал Финский театр и всю жизнь до самой смерти руководил им.

## Избранные произведения
Пьесы
- Pombal ja jesuiitat (1863)
- Paola Morani (1864)

Проза
- Belsatzarin pidot (1864)
- Julian (1867)
- Aarnihauta (1868)
- Sydämmiä ihmistelmeissä (1869)

Научные публикации
- Историческая драма в Германии (1868)
- Генрих Гейне. Персонаж (1864)
- Вторая Французская империя и её литература I—III (1866)
- Карл Йонас Людвиг Альмквист (1866)
- Зарубежная литература. Новые романы (1867)
- Четыре года истории финской литературы (1870)
- Из немецкой драмы 1870-71 (1872).

Похоронен на кладбище Хиетаниеми в Хельсинки.